# 16237 Emmakratcha
16237 Emmakratcha è un asteroide della fascia principale. Scoperto nel 2000, presenta un'orbita caratterizzata da un semiasse maggiore pari a 2,550348 UA e da un'eccentricità di 0,146745, inclinata di 6,865013° rispetto all'eclittica. Ha un periodo di rotazione di 167,569 ore.